# Küsse, die töten (1958)
Küsse, die töten ist ein deutsches Filmmelodram aus dem Jahre 1958.

## Handlung
Die Geschichte gibt vor, Mädchen und junge Frauen davor warnen zu wollen, von halbseidenen Vertretern des großstädtischen Amüsiermilieus verführt und als Barmädchen in den „Sumpf der Unmoral“ herabgezogen zu werden. Eines dieser Unschuldslämmer heißt Ingrid Bertoldi. Sie ist soeben (in der Vor-Mauer-Zeit) aus der DDR in den Westen geflohen und steht dort mit leeren Händen da. Sie besitzt keine gültigen Papiere und möchte ihre Neueingliederung in die Bundesrepublik nicht über den Aufenthalt in einem Flüchtlingslager beginnen. Daher versucht sie ihr Glück in einem hessischen Amüsierlokal, das vor allem von US-amerikanischen Soldaten frequentiert wird. Hier wird sie von Bronner, dem Besitzer des Etablissements, zunächst als Küchenhilfe beschäftigt. Auch die attraktive Renate Becker arbeitet für Bronner, jedoch als Barmädchen, die die GIs zum Trinken animieren soll. Einer dieser US-Boys heißt Harry, in den sich Ingrid rasch verliebt.
Bald gerät Ingrid in einen Abwärtsstrudel. Sie benötigt, um weiterhin arbeiten zu können, dringend Ausweisdokumente, die Bronner fälschen lässt. Dafür verlangt er 500 DM (in etwa 255 Euro), für damalige Verhältnisse eine beachtliche Summe. Natürlich kann Ingrid das Geld nicht sofort auftreiben und lässt sich infolgedessen mit dem sich als Zuhälter entpuppenden Bronner auf einen zweifelhaften Deal ein, der bedeutet, dass sie die vorgestreckte Summe auf gänzlich andere Weise als bisher abarbeiten soll. Derweil ist Harry in der Bar in eine Schlägerei geraten und dabei verletzt worden. Nach einem Lazarettbesuch schickt ihn die US Army wieder heim nach Amerika. Zu einem Gespräch mit Ingrid kommt es nicht mehr, dabei hätte sie ihm etwas Wichtiges mitzuteilen: Sie ist von ihm schwanger! Ingrid hat in der Zwischenzeit alle Mühe, den aufdringlichen Bronner auf Abstand zu halten. Da sie sich seinen Avancen verweht, feuert Bronner sie. Nun scheint ihr gesellschaftlicher Absturz unausweichlich …

## Produktionsnotizen
Der Film, der bisweilen auch unter dem Titel Eva, ein Mädchen aus Baumholder vertrieben wurde, erlebte seine Premiere am 4. September 1958 in Wiesbaden.
Die 22-jährige Susanne Kraetsch, die anschließend unter dem Künstlernamen Susanne Korda (Flucht nach Berlin) filmte, gab hier ihren Einstand vor einer Filmkamera.
Für den bisherigen Regieassistenten Peter Jacob bedeutete Küsse, die töten die einzige Filmregie. Nach diesem Kassen- wie Kritikerflop verschwand er aus dem Blickfeld der Öffentlichkeit.

## Kritik
Das Lexikon des Internationalen Films dekretierte knapp: „Angeblich zum Zweck der Aufklärung und Abschreckung gedreht, ist der primitiv und spekulativ inszenierte Film ein (freilich vergleichsweise harmloser) Vorläufer der Sexwelle.“